# Revolución reproductiva

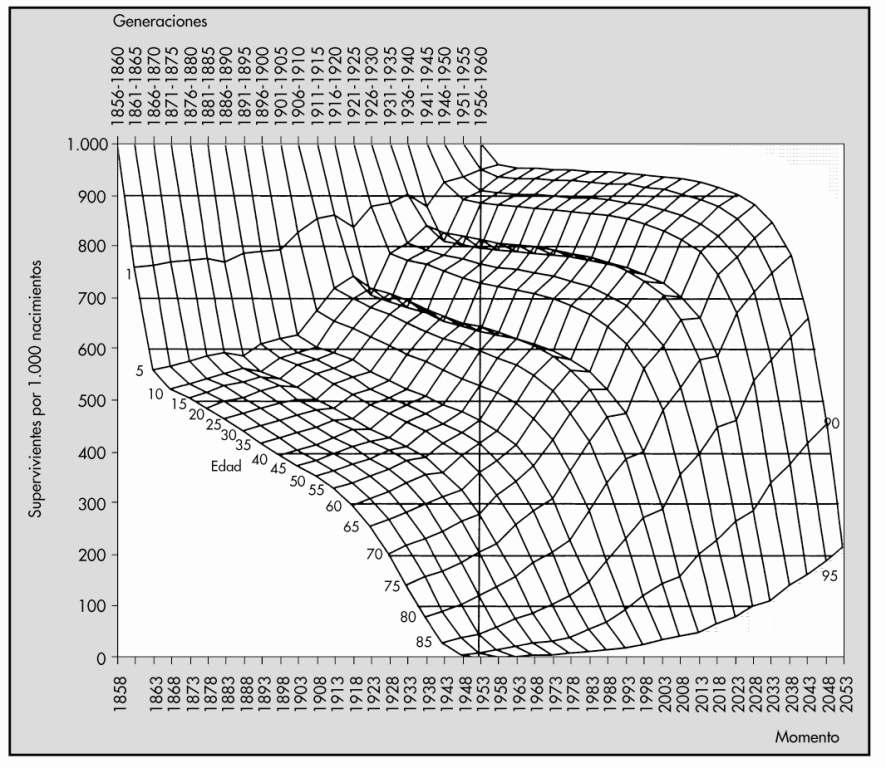
Supervivientes por edad. Generaciones femeninas. España, 1856-1960. Gráfico en el que se aprecia el aumento de supervivencia a las distintas edades y a lo largo de las generaciones. Julio Pérez Díaz, 2003 - Datos Anna Cabré, 1989.

Revolución reproductiva (en inglés reproductive revolution), en demografía, sociología y geografía de la población, es un concepto de carácter sistémico aplicado a la eficiencia reproductiva de la población humana, propuesto por John MacInnes y Julio Pérez Díaz, para comprender la naturaleza del cambio demográfico que conduce a las sociedades modernas. 
La eficiencia reproductiva es el resultado de una baja natalidad y una alta supervivencia que garantiza el mantenimiento de la población, así como una relación óptima intergeneracional.
La revolución reproductiva o tercera revolución de la modernidad supone un cambio de paradigma que sustituiría el concepto de transición demográfica y su análisis transversal que utiliza las edades como grupos de personas diferentes -pirámides de población- por un nuevo punto de vista longitudinal e intergeneracional que utiliza las edades como etapas de la vida de manera dinámica y sistemática sobre las poblaciones.
El término revolución reproductiva se ha usado ocasionalmente para referirse a los avances técnicos tanto en el tratamiento de infertilidad -fecundación in vitro-, la anticoncepción así como en la descripción de hipotéticos escenarios futuros sobre la reproducción humana.

## Conceptos
Como señala Julio Pérez Díaz:

La humanidad está experimentando una revolución reproductiva que le permite, por primera vez en la historia, disminuir la fecundidad (número de hijos por mujer). Ello se debe a que los recién nacidos tienen por delante una vida más larga que sus antepasados... Se trata de un cambio sin precedentes en las civilizaciones anteriores. Sus consecuencias, políticas, económicas y sociales son enormes.

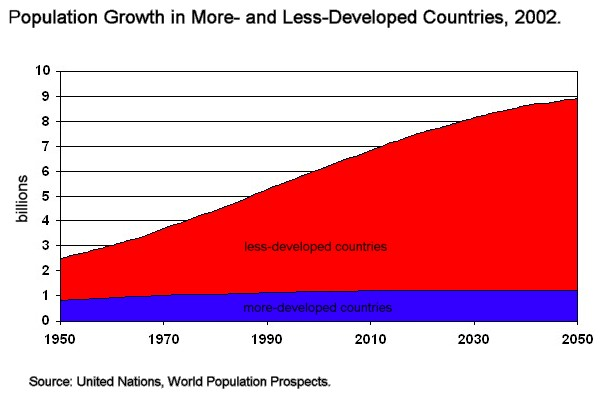
Crecimiento de la población en países subdesarrollados (rojo) y en países desarrollados (azul), 2002, ONU

Pero esa nueva realidad, para Pérez Díaz, se seguiría analizando con ideas insuficientes del pasado -Envejecimiento de la población, infrapoblación-, postulados del modelo tradicional de la transición demográfica que utilizan métodos analíticos construidos con estudios transversales. Se requiere un modelo que integre la desbordante nueva realidad y de respuestas sólidas y satisfactorias a sus consecuencias, un modelo basado en estudios longitudinales que den cuenta del solapamiento intergeneracional, de la verdadera revolución que se ha producido en la reproducción.
Aunque el potencial reproductivo humano es elevado (un promedio de 12 hijos por mujer), a lo largo de la historia humana la eficiencia reproductiva ha sido escasa, la mayoría de los nacidos morían antes de alcanzar edades adultas. Esa altísima mortalidad obligaba a usar ese potencial para mantener la población.
Cuando la supervivencia de los nacidos es muy alta y se alcanza una gran longevidad dejan de ser necesarios tantos nacimientos para mantener la reproducción demográfica -la población sostenida a lo largo del tiempo- alcanzándose una alta eficiencia reproductiva reduciéndose significativamente el trabajo reproductivo: es la revolución reproductiva.

### Concepto de revolución reproductiva
La Revolución reproductiva, entendida como el tránsito a la modernidad reproductiva -que como una revolución moderna más se une a la revolución económica y la política- es definida por MacInnes y Pérez Díaz como:

el cambio de escala, históricamente reciente e irrepetible, en la eficiencia de la reproducción demográfica.

un salto cualitativo en la eficiencia de la reproducción de las poblaciones.

La reproducción no solo depende de la fecundidad, también de la muerte y los años vividos:

La reproducción es un balance entre dos componentes analíticamente separados, pero inextricables en el mundo real: los nacimientos y las muertes.

Se debe considerar como un logro históricamente irrepetible ya que la supervivencia masiva de las generaciones hasta el final de su vida fecunda es un componente fundamental de la revolución reproductiva.

### Concepto de eficiencia reproductiva
Para la teoría de la revolución reproductiva la fecundidad no es un indicador fiel de la capacidad reproductiva de una población como lo era en el modelo de la transición demográfica. Así, frente a la valoración negativa del descenso de la fecundidad, la revolución reproductiva señala un cambio de orden más general, la eficiencia reproductiva que no es otra cosa que la transformación radical de la eficiencia con que los seres humanos consiguen reemplazarse con nuevos seres humanos antes de morir.
La interpretación de lo que supone la modernización demográfica permite incorporar los cambios en la familia (fin del patriarcado), la fecundidad (modificación de su importancia y del nivel de reemplazo), las relaciones del género y la supervivencia de los individuos de modo más satisfactorio a cómo lo cumplía la teoría de la transición demográfica.
Así, el verdadero nivel de reemplazo o fecundidad de reemplazo, según predice la revolución reproductiva puede estar por debajo de los 2,1 hijos por mujer cuando los individuos de una generación aumentan su longevidad.

## Origen del concepto de Revolución reproductiva

### Escuela francesa e índice de reproducción de los años vividos
MacInnes y Pérez Díaz señalan que el origen está en la delimitación correcta de la cuantificación como síntesis de fecundidad y mortalidad (alejada de la identificación de fecundidad y reproducción) que se inicia con el estudio de la reproducción demográfica por la escuela francesa de demografía y la introducción por el historiador Louis Henry (1911-1991), creador de la demografía histórica quien en 1965 publicó por primera vez el índice o tasa de reproducción de los años vividos -que compara el número de años vividos por la generación de las madres con el número de años vividos por la generación de las hijas- fundamental en la propuesta teórica de la revolución reproductiva.

### Escuela española: estudios de los cambios generacionales
La demografía española, influida directamente por la escuela francesa, realiza los primeros estudios longitudinales sobre los cambios generacionales y la reproducción generacional en la población española:
- Juan Antonio Fernández Cordón, publica en 1977 Nuptialité et fecondité en Espagne 1922-1974.[14]
- Anna Cabré i Pla, publica en 1989 La reproducció de les generacions catalanes, 1856-1960.[15]
- Luis Garrido Medina, publica en 1992 Las dos biografías de la mujer en España.[16]

### Primer uso del término: Luis Garrido Medina
Es Luis Garrido Medina quien en 1996 publica el trabajo La revolución reproductiva como capítulo de un libro, donde no solamente aparece por primera vez utilizado el término 'revolución reproductiva' sino que se encuentran ideas fundamentales de la propuesta de MacInnes y Pérez Díaz.  Otro autor, Miguel Requena y Díez de Revenga, de la escuela de Garrido, en un artículo de 1997 Sobre el calendario reproductivo de las mujeres españolas, hará explícitas ideas acerca de la eficiencia reproductiva, uno de los conceptos claves de la teoría de la revolución reproductiva.

### Otros antecedentes
Richard Easterlin puede considerase uno de los antecedentes de la teoría de la Revolución Reproductiva. Experto en ciclos económicos y creador del concepto de paradoja de Easterlin relacionado con la economía de la felicidad, superó los límites de los estudios transversales y utilizó los longitudinales incorporando, entre otros, los datos de fecundidad. Sus estudios establecieron que los cambios de la fecundidad tienen una causa económica, porque sus ciclos son similares en frecuencia y regularidad; así, propuso como hipótesis que las condiciones económicas influyen en las aspiraciones y preferencias en cuanto a la descendencia y por lo tanto la importancia de las relaciones intergeneracionales en la eficiencia reproductiva.

## Implicaciones sociológicas de la revolución reproductiva
Con la revolución reproductiva la demografía alcanza una importancia explicativa de primer orden por las consecuencias que se derivan para otros fenómenos sociales:
1. Declive del trabajo reproductivo. El esfuerzo reproductor baja, básicamente en la mujer.[22]
2. El derrumbamiento del patriarcado. Eliminación de la división sexual del trabajo reproductivo.
3. Privatización de la sexualidad. Reducción del control social sobre la sexualidad; desaparición de la punibilidad de las relaciones sexuales no reproductivas.
4. Del género a la generación. Alto control sobre la procreación con el uso de métodos anticonceptivos y apoyo intergeneracional muy amplio a hijos y nietos, reforzamiento de los lazos familiares profundos.
5. Envejecimiento demográfico y madurez de masas. No se produce un envejecimiento social sino un proceso de rejuvenecimiento por la prolongación de las etapas vitales a edades antes nunca imaginadas (la infancia se alarga, la juventud se alarga, así como la madurez, la vejez y la decrepitud). Las experiencias de una vida larga repercuten positivamente en las generaciones siguientes y no como suele decirse, negativamente. La dependencia es un camino bidireccional que no admite una lectura en costes de oportunidad.
6. La renovada centralidad de la familia. La teoría de la revolución reproductiva concluye que la familia se ha reforzado claramente. La reproducción se da y debe darse en la familia.

## La revolución reproductiva en España
El modelo de revolución reproductiva es visible en sociedades desarrolladas demográficamente, la mayoría de ellas lo han logrado a un ritmo lento, otras, en países semidesarrollados aún están en las fasese intermedias, sin haber llegado alcanzado el final.
En España la revolución reproductiva es especialmente clara ya que sus condiciones demográficas resultan muy adecuadas para realizar con precisión los estudios longitudinales generacionales. En la sociedad española se ha producido con especial rapidez e intensidad durante la segunda mitad del siglo XX el tránsito de una sociedad premoderna (alta natalidad y mortalidad) a una sociedad moderna demográficamente (bajísima natalidad y mortalidad con una alta supervivencia intergeneracional). Así, en las últimas décadas del siglo XX y comienzos del siglo XXI coexisten en España generaciones nacidas en una sociedad agraria, con la peor mortalidad del continente europeo con otras nacidas en un país moderno, una economía basada en los servicios y una de las mayores esperanzas de vida del mundo.